# Ester Brohus
Ester Brohus (født 18. august 1961 i Hjørring) er en dansk sanger og sangskriver.
Allerede som barn optrådte hun med sin familie med kristen musik, særligt gospel. Midt i 1980'erne begyndte hun at arbejde med sine egne sange med inspiration fra amerikansk countryrock. Hendes debutalbum The Perfect Way fra 1992 blev begyndelsen på en udvikling, der har gjort hende til en central kunstner i dansk country og folkrock. Titelsangen, der var skrevet af Søren Jacobsen og Ivan Pedersen, blev et stort hit. Søren Jacobsen har været guitarist på alle Brohus' albums.
Ved Dansk Grammy 2002 modtog hun tre priser for Poor Pretty Little Me, bl.a. prisen som bedste danske folk-sangskriver.[kilde mangler] I blev hun også nomineret til prisen "Årets danske folk-vokalist" ved Danish Music Awards Folk.

## Diskografi
- 1992: The Perfect way
- 1994: The Letter
- 1995: Heart Of Desert Longing
- 1998: Happy to be lonely
- 2001: Poor Pretty Little Me
- 2002: Come To Me
- 2004: When Time Comes
- 2006: The Perfect Way – Best Of
- 2010: Coming Home
- 2016: Game for the Gamblers
- 2018: Heart Of The Country